# Tobiolo e l'angelo (Verrocchio)
Tobiolo e l'angelo è un dipinto a tempera su tavola (83,6x66 cm) di Andrea del Verrocchio, databile al 1470-1475 e conservato nella National Gallery di Londra.

## Storia
Rappresentazioni dell'Arcangelo Raffaele e del suo leggendario aiuto nel viaggio a Tobia sono relativamente frequenti nella Firenze del Rinascimento, poiché erano associate alla protezione dei giovani che partivano in viaggio, magari per formarsi a fianco dei padri praticando in una delle numerose filiali commerciali all'estero delle banche fiorentine. Esisteva anche una confraternita in cui l'arcangelo era specialmente venerato.
Il dipinto venne acquistato dal museo nel 1867.

## Descrizione e stile
Nel Libro di Tobia l'angelo Raffaele (definito arcangelo solo nei testi apocrifi), venne invocato da Tobi, uomo giusto e povero, affinché accompagnasse suo figlio Tobia, spesso chiamato Tobiolo, a riscuotere un credito di dieci talenti d'argento contratto dieci anni prima. Durante il viaggio Raffaele indicò a Tobia la strada più sicura e lo salvò più di una volta, senza mai rivelarsi come angelo, se non alla fine della vicenda.
Raffaele è rappresentato a sinistra mentre conduce a braccetto Tobia, come nel precedente dipinto di Piero del Pollaiolo (1465-1470 circa). L'angelo si è già rivelato mostrando le ali e Tobia lo guarda senza però sorpresa. Il giovane è abbigliato in maniera elegante, con una veste corta, un mantello blu e nero al vento, calzoni rossi e alti stivali da viaggio. Come dal racconto biblico reca in mano il pesce che l'angelo gli ha fatto catturare nel Tigri salvandolo dal morso che l'animale stava per dargli al piede (con la bile del pesce il ragazzo guarirà la cecità del padre). Una linea rossa lungo l'animale mostra che esso è sventrato: le sue miracolose viscere stanno infatti nella scatolina che regge l'angelo. Oltre al pesce il ragazzo tiene un foglio con su scritto "ricordo", un memorandum di un credito da riscuotere che suo padre gli aveva affidato.
Anche il cagnolino, oggi quasi del tutto sbiadito, fa parte del racconto tradizionale, come compagno di Tobia che volle seguire nel viaggio.
Lo stile del dipinto dimostra la pratica del disegno, con dettagli grafici derivati dalla tradizione orafa che molti artisti fiorentini del Rinascimento praticavano, Verocchio compreso. I tessuti sono molto decorati, le linee si incurvano con eleganza e le figure hanno il passo e l'eleganza di danzatori. Scultoreo è invece il panneggio pesante a effetto bagnato che si nota ad esempio nel mantello dell'angelo: una caratteristica tipica di Verrocchio e della sua bottega, dalla quale uscivano anche molte sculture.
Il basso orizzonte fa torreggiare i personaggi, che sembrano dominare il paesaggio, in cui si riconoscono colline, campi coltivati, un fiume e un castello. Dettagli del paesaggio o del terreno sono i più deboli dell'opera e mostrano un'altra mano, non particolarmente dotata.

### La mano di Leonardo

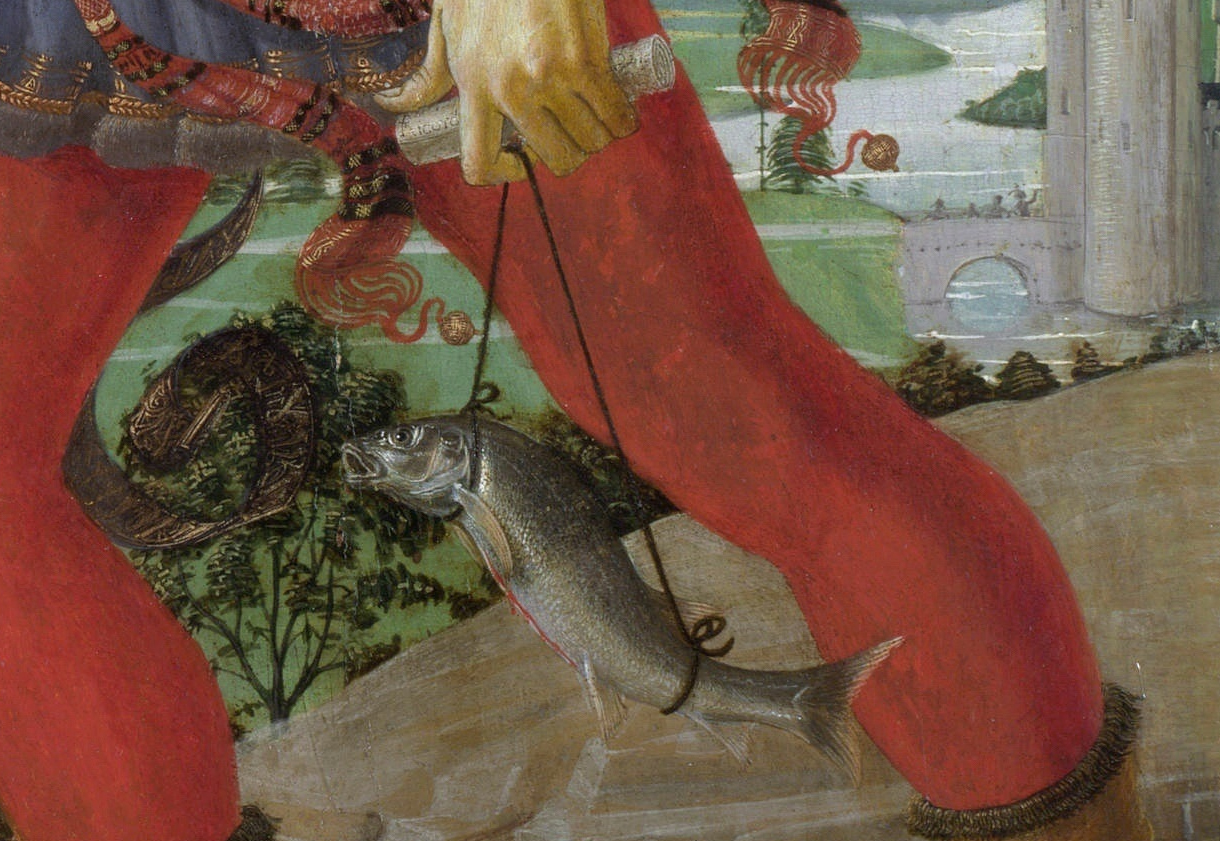
Dettaglio del pesce

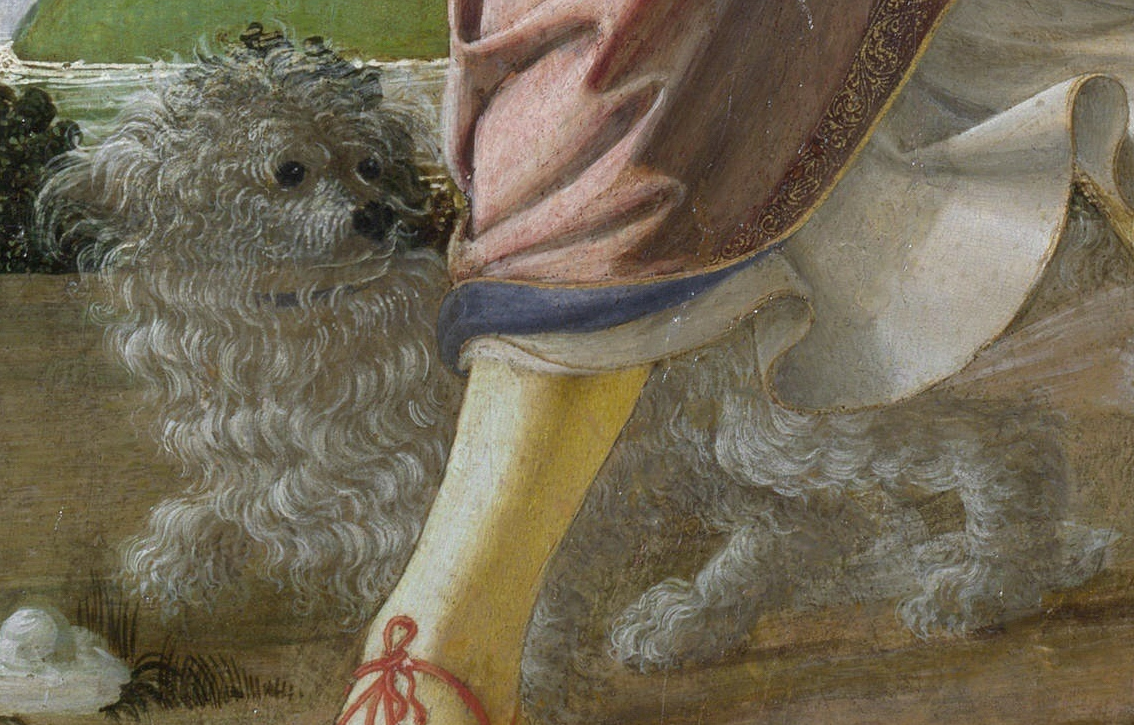
Dettaglio del cane

Alcuni studi hanno ipotizzato che ci sia stata almeno una collaborazione di Leonardo all'opera del Verrocchio, così come è stato nel Battesimo di Cristo. In particolare alcuni elementi, tratti vividamente dallo studio dal vero della natura, come la realistica squamosità del pesce o l'energia scattante del cagnolino, sono state proposte come dettagli leonardeschi, anche se si tratta di attribuzioni non universalmente condivise. Le pennellate del cagnolino sono compatibili con lo stile di Leonardo e la sua evanescenza potrebbe essere dovuta a un suo non riuscito esperimento tecnico come se ne trovano spesso nella sua carriera.